# Referendum niepodległościowe w Czarnogórze w 2006 roku
Referendum niepodległościowe w Czarnogórze w 2006 roku – referendum przeprowadzone 21 maja 2006 roku w Czarnogórze w związku z możliwością wyjścia z federacji Serbii i Czarnogóry.

## Formuła i przebieg
Referendum składało się z jednego pytania. 

Czy chcesz, aby Czarnogóra była niepodległym państwem z pełną podmiotowością międzynarodowo-prawną?

Głos na "tak" oznaczał poparcie dla rozpadu federacji Serbii i Czarnogóry na dwa oddzielne państwa, głos na "nie" lub nieważny wyrażał sprzeciw rozpadowi. Rządząca partia premiera Czarnogóry, Milo Đukanovića, wzywała do głosowania na "tak". W związku z możliwością secesji rząd Czarnogóry przygotował nową flagę oraz herb narodowy.

## Wyniki
23 maja 2006 roku Państwowa Komisja Wyborcza (CEMI) ogłosiła wyniki referendum. Uprawnionych do głosowania było 466 tys. osób, z czego 86,3% zdecydowało się wypowiedzieć. Za niepodległością opowiedziało się 55,5% głosujących, natomiast 44,5% było przeciwko.
| Wyniki     | Wyniki  | Wyniki |
| ---------- | ------- | ------ |
| Tak        | 230 711 | 55,5%  |
| Nie        | 184 954 | 44,5%  |
| Frekwencja | 86,3%   | 86,3%  |

## Skutki
Unia Europejska, w obawie przed zamieszkami w regionie i odłączeniem Kosowa od Serbii, ustaliła próg 55% głosów na "tak" przy frekwencji przekraczającej 50%, by uznać czarnogórską niepodległość. Za niepodległością opowiedziało się 55,5% głosujących zatem odsetek ten spełnił wymogi stawiane przez UE, która uznała czarnogórską suwerenność. Wyniki referendum zostały również uznane przez władze Serbii, Rosji i Stanów Zjednoczonych. 3 czerwca parlament Czarnogóry proklamował niepodległość.